# Драган Капичић
Драган Капичић (Београд, 7. август 1948 — Београд, 24. јун 2024) био је југословенски и српски кошаркаш.

## Клупска каријера
Играо је за кошаркашки клуб Црвена звезда од 1965. до 1977. године. Играо је и у Кошаркашком клубу Сатурн из Келна у Немачкој. Најбољи стрелац у историји кошаркашког клуба Црвена звезда. Са КК Црвена звезда је освојио два пута домаћи шампионат (1969. и 1972. године). Освајач домаћег Куп такмичења три пута (1971, 1973. и 1975. године). Круну клупске каријере чини освајање Купа победника купова 1974. године у Удинама против Збројовке из Брна.

## Репрезентација
На Европским првенствима за репрезентацију Југославије играо је на 30 утакмица, на Светским првенствима одиграо је 13 утакмица, 9 утакмица на Олимпијским играма и 19 на Балканским играма. Укупно је одиграо 169 утакмица за репрезентацију Југославије. Постигао је на тим утакмицама укупно 1.484 коша. Освајач је седам златних медаља: 1968 - Балканијада, 1969 - Балканијада, 1970 - Балканијада, 1970 - Светско првенство у Љубљани (где је Југославија освојила прво злато), 1972 - Балканијада, 1973 - Балканијада, 1975 - Европски шампионат у Београду. Освојио је и три сребрне медаље: 1969 - Европско првенство у Казерти и Напуљу (Италија), 1971 - Европско првенство у Есену Немачка и 1974 - Светско првенство у Сан Хуану (Порторико).

## Приватан живот
Драганов отац био је Јово Капичић, народни херој Југославије.
Дипломирао на Вишој економској школи одсек спољна трговина. Био је ожењен са Слободанком Бебом Жугић, глумицом са којом је имао два сина - Филипа и Стефана, који је познати филмски глумац. По завршетку кошаркашке каријере отворио је кафић Галерија познат по окупљању спортиста.
Од априла 2007. до априла 2011. био је председник Кошаркашког савеза Србије. Од 2015. године је држављанин Републике Црне Горе.
Сахрањен је на Цетињу, 27. јуна 2024. у породичној гробници.